# Trichobioides perspicillatus
Genre
Espèce
Trichobioides perspicillatus, unique représentant du genre Trichobioides, est une espèce de diptères de la famille des Hippoboscidae. Cette mouche piqueuse parasite les chauves-souris néotropicales, comme le Phyllostome coloré (Phyllostomus discolor) ou le Vampire commun (Desmodus rotundus).